# Plataforma educativa

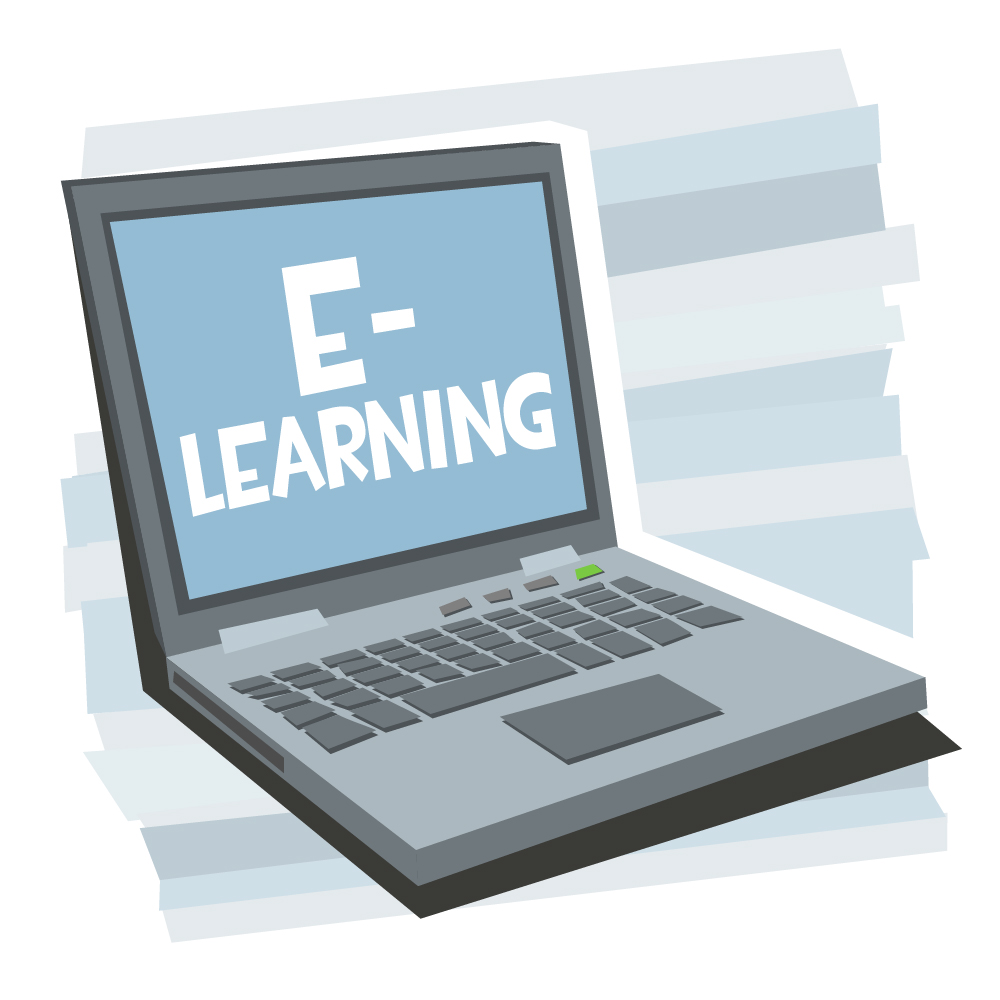
Plataformas educativas

Se entiende por plataforma educativa o plataforma académica al sitio web que permite al docente contar con un espacio virtual, en donde sea capaz de publicar todos los materiales de su curso, realizar conferencias, incluir foros, wikis, recibir tareas del estudiante, desarrollar tests, promover debates, chats y obtener estadísticas de evaluación. Todos los recursos digitales que el docente crea necesarios, se podrán incluir en su aula virtual, y estarán dispuestos a partir de un diseño previo. Este le permite establecer secuencias de enseñanza y aprendizaje, con actividades que ayuden a sus estudiantes a lograr los objetivos planteados para el curso o ciclo escolar.

## Clasificación
En la actualidad, la mayor parte de las plataformas educativas son programas computacionales (software), o equipos electrónicos (hardware). Para ello la plataforma debe de cumplir ciertos elementos y características para poder cumplir su objetivo, las cuales se agrupan de la siguiente manera:
- LMS (Learning Management System): es el punto de contacto entre los usuarios de la plataforma (profesores, estudiantes y empleados, fundamentalmente). Se encarga, entre otras cosas, de presentar los cursos a los usuarios, del seguimiento de la actividad del alumno, etc.[1]
- LCMS (Learning Content Management System): la cual engloba, aspectos directamente relacionados con la gestión de contenidos y la publicación de los mismos. También incluye la herramienta de autor empleada en la generación de los contenidos de los cursos.
- Herramientas de comunicación, para que los participantes de una actividad formativa puedan comunicarse y trabajar en común,  deben proporcionarse los mecanismos necesarios para ello (chat, foros, correo electrónico, intercambio de ficheros, etc.).
- Herramientas de administración, las cuales son esenciales para la asignación de permisos dentro de cada uno de los cursos, para poder controlar la inscripción y el acceso a las diferentes etapas del curso.
- Herramientas de calificaciones, posibilitando las instituciones a imprimir boletines de forma automática sin desgaste de docentes en exhaustivas reuniones para realizar dichas evaluaciones.
- Herramientas de gestión de contenidos, que permiten al profesor poner a disposición del alumno información en forma de archivos (que pueden tener distintos formatos: pdf, xls, doc, txt, html …) organizados a través de distintos directorios y carpetas.
- Herramientas de comunicación y colaboración, como foros de debate e intercambio de información, salas de chat, mensajería interna del curso con posibilidad de enviar mensajes individuales y/o grupales.
- Herramientas de seguimiento y evaluación, como cuestionarios editables por el profesor para evaluación del alumno y de autoevaluación para los mismos, tareas, informes de la actividad de cada alumno, planillas de calificación.
- Herramientas de administración y asignación de permisos. Se hace generalmente mediante autentificación con nombre de usuario y contraseña para usuarios registrados.

## Posturas ante las plataformas educativas
Existen argumentos que sostienen que el uso de tecnologías educativas, en especial las plataformas, pretende "mercantilizar" la enseñanza.  Si bien la innovación ha sido una fuente que ha permitido repensar la labor educativa y cuestionar las prácticas de enseñanza y aprendizaje, hay quienes afirman que el exceso de la misma puede llevar a la pérdida de la pauta de renovación educativa.
La modalidad a distancia se define como una estrategia educativa basada en la aplicación de tecnologías para el aprendizaje, sin importar el lugar, tiempo, ocupación o edad de los estudiantes. Este cambio de modalidad en la enseñanza y el aprendizaje implica cambios en los roles de los alumnos y de los docentes. El trabajo de los estudiantes se basa en el autoaprendizaje y la autoevaluación, mientras que el rol del profesor es el de tutor, orientador y facilitador de los procesos de enseñanza y aprendizaje.
Entre otra de las posturas podría catalogarse a las plataformas educativas como una selección del tipo de estudiantes, considerando que en varios países del mundo, el acceso a Internet sigue siendo una situación problemática. El informe 2017 de CEPAL (Estado de la Banda Ancha en América Latina y El Caribe) tiene una perspectiva alentadora, ya que luego de la pandemia varios países ajustaron su ancho de banda; sin embargo, países como Paraguay, han mostrado que el acceso a Internet sigue sumamente desigual entre los hogares más ricos y los más pobres.